# Grand Marnier
Grand Marnier (gʀã maʀnje, Гран-Марнье) — французский коньячный ликёр с дистиллятом зелёных померанцев с Карибских островов, созданный в 1880 году Александром Марнье-Лапостолем (Alexandre Marnier-Lapostolle).
Аромат карибских померанцев напоминает кюрасао. В отличие от кюрасао, Grand Marnier значительно крепче (крепость — 40%), изготавливается на основе коньячного спирта, и, как и коньяк, подвергается выдержке в деревянных бочках.
Ликёр продаётся в бутылке специфической формы. Внешний вид бутылки (форма, красная лента, восковая печать, надпись в готическом стиле) не менялся более ста лет.

## История
Луи-Александр Марнье (Louis-Alexandre Marnier-Lapostolle) женившись, вошел в основанный в 1827 году Жан-Батистом Лапостолем семейный бизнес по производству ликёров.
В 1880 году он придумал оригинальный рецепт, соединивший в себе горечь тропического померанца и аромат коньяка. Поначалу новый продукт носил имя Curacao Marnier, однако позже стали использовать предложенное другом семьи название Grand Marnier в честь изобретателя.
К началу XX века ликёр стал популярным. Он входил в карту напитков лучших французских отелей и ресторанов. Среди обломков «Титаника» нашли бутылку Grand Marnier, которая теперь стала музейным экспонатом. Поклонником этого напитка был и принц Уэльский[уточнить].
В 1930-е годы, с ростом популярности коктейлей, ликёр стал главным компонентом многих теперь уже классических коктейлей («Час Истории», «Красный Лев», позже — B-52 и «Космополитен»).
В 1975 году был открыт новый ликерный завод в Нормандии.
В настоящее время Grand Marnier является одним из любимых напитков британской королевской семьи. В честь 80-летия королевы Елизаветы II в 2006 году выпустили специальную серию бутылок в её любимых фиолетовых цветах.
Grand Marnier экспортируется в более, чем 150-и стран мира.

## Употребление
Употребляется как дижестив, при этом подаётся в коньячных бокалах. Также служит ингредиентом в коктейлях (например, «B-52»), десертах (например, в рождественском полене), соусах (классический ингредиент апельсинового соуса к утке). Применяется при фламбировании десертов.